# 法比亚诺·卡鲁阿纳
法比亚诺·路易吉·卡鲁阿纳（義大利語：Fabiano Luigi Caruana，1992年7月30日—）是一名義大利裔美國西洋棋特級大師。作為一名國際象棋神童，卡魯阿納在14歲11個月20天時就成為了特級大師——當時在義大利和美國歷史上最年輕的特級大師。
卡魯阿納出生於邁阿密，父母是義大利人，他在布魯克林公園坡長大。他一直為美國隊效力，直到2005年，他把他的國家聯盟關係轉到義大利。他在2007年獲得特級大師稱號，並在同年贏得他的第一個義大利國際象棋錦標賽，他在2008年、2010年和2011年重複了這一壯舉。他在2012年、2014年和2015年贏得多特蒙德国际象棋超级大赛。卡魯阿那還贏得了2014年的辛克菲爾德盃，錄得3098分的表現評級，這是歷史上精英級別的最高評級，他的評級提高到2844，成為歷史上評級第三高的棋手。他在2015年轉回美國。
在贏得2014-15年國際棋聯大獎賽後，卡魯阿納獲得2016年候選人賽的資格，在那裡他負於謝爾蓋·卡爾亞金獲得亞軍。他是兩次和現任美國國際象棋冠軍，在2016年和2022年贏得美國國際象棋錦標賽，並代表美國參加第42屆國際象棋奧林匹克競賽的第一板，贏得團體金牌和個人銅牌。他在2017年贏得倫敦國際象棋經典大賽。卡魯阿納贏得2018年候選人賽，成為自1972年鮑比·菲舍爾以來第一位挑戰無可爭議的世界國際象棋錦標賽的美國人。在冠軍賽之前，他贏得第5屆格林克國際象棋經典賽、第6屆挪威國際象棋，並在第6屆辛克菲爾德盃中分享第一名。2018年西洋棋世界冠軍賽，卡魯阿納在十二盤經典對局全部戰平後，在快棋決勝局中輸給馬格努斯·卡爾森。
除了在經典時間控制方面的實力，卡魯阿那在快棋和超快棋方面也有很高的排名。截至2022年11月，卡魯阿納在國際棋聯快棋榜上排名第11位（ELO等級分為2747），在超快棋榜上排名第3位（ELO等級分為2847）。

## 外部連結
- 官方网站
- 法比亚诺·卡鲁阿纳 （页面存档备份，存于）在世界国际象棋联合会的評級
- 法比亚诺·卡鲁阿纳 （页面存档备份，存于）在美國國際象棋聯合會（英语：United States Chess Federation）的評級和比賽紀錄
- 法比亚诺·卡鲁阿纳 （页面存档备份，存于）在Chessgames.com的選手資料和比賽紀錄
- 法比亚诺·卡鲁阿纳 （页面存档备份，存于）在365Chess.com的選手資料
- 法比亚诺·卡鲁阿纳 （页面存档备份，存于）在OlimpBase.org的國際象棋奧林匹克的紀錄
- 法比亚诺·卡鲁阿纳 （页面存档备份，存于）在Chess.com的選手資料
- 法比亚诺·卡鲁阿纳 （页面存档备份，存于）在網路國際象棋俱樂部（英语：Internet Chess Club）的成員資料
- 法比亚诺·卡鲁阿纳的Twitch频道
- C-Squared Podcast （页面存档备份，存于） – a podcast hosted together with Ioan-Cristian Chirilă

| 成就                            | 成就                                                         | 成就                            |
| ------------------------------- | ------------------------------------------------------------ | ------------------------------- |
| 前任： 中村光                   | 史上最年輕的美國特級大師 2007年－2009年                      | 繼任： 雷·羅布森                |
| 前任： 米歇爾·戈德納            | 義大利國際象棋錦標賽冠軍 2007年－2008年                      | 繼任： 列克西·奧爾特加          |
| 前任： 列克西·奧爾特加          | 義大利國際象棋錦標賽冠軍 2010年－2011年                      | 繼任： 阿爾貝托·大衛            |
| 前任： 馬格努斯·卡爾森          | 辛克菲爾德盃冠軍 2014年                                      | 繼任： 列馮·阿羅尼揚            |
| 前任： 馬克西姆·瓦謝爾-拉格拉夫 | 辛克菲爾德盃冠軍 （與列馮·阿羅尼揚和馬格努斯·卡爾森） 2018年 | 繼任： 丁立人                   |
| 前任： 弗拉基米爾·克拉姆尼克    | 多特蒙德國際象棋超級大賽冠軍 2012年                          | 繼任： 迈克尔·亚当斯            |
| 前任： 迈克尔·亚当斯            | 多特蒙德國際象棋超級大賽冠軍 2014年－2015年                  | 繼任： 馬克西姆·瓦謝爾-拉格拉夫 |
| 前任： 中村光                   | 美國國際象棋錦標賽 2016年                                    | 繼任： 蘇偉利                   |